# Liste de minéraux (lettre B)
Pour un article plus général, voir Liste de minéraux
- babefphite phosphate, de couleur blanche. Découverte en 1966 à Buriatia, Transbaikalia, Est-Sibérie (Russie).
- babingtonite Ca2(FeII,Mn)FeIIISi5O14(OH)
- babkinite sulfure. Découverte en 1966 à Omsukchan, Magadanskaya, (Russie).
- baddeléyite
- bafertisite
- baghdadite sorosilicate, incolore. Découverte en 1986 au mont Dupezeh, Hero, Qala-Diz (Irak).
- bahianite
- baileychlore
- bakerite
- bakhchisaraïtsévite
- baksanite
- balangeroïte
- balipholite
- balkanite
- balyakinite
- bambollaïte
- bamfordite
- banalsite
- bandylite
- bannermanite
- bannistérite
- baotite
- bararite
- baratovite
- barbériite
- barbertonite
- barbosalite
- barentsite
- bariandite
- baričite
- bariomicrolite
- bario-orthojoaquinite
- bariopyrochlore
- bariosincosite
- barytine BaSO4
- baryum-pharmacosidérite
- barnésite
- barquillite
- barrérite (Na,K,Ca)2Al2Si7O18 • 7 H2O
- barringérite
- barringtonite
- barroisite (nommée en l'honneur de Charles Barrois)
- barstowite
- bartelkéite
- bartonite
- barylite
- barysilite
- barytocalcite carbonate, de couleur blanche, grise, verte. Découverte en 1824 à Nent-Valley, Cumbrie (Angleterre)
- barytolamprophyllite
- basaluminite
- bassanite CaSO4 • 0,5 H2O.
- bassétite
- bastnäsite
  - bastnäsite-(Ce)
  - bastnäsite-(La)
  - bastnäsite-(Y)
- batiferrite
- batisite
- baumhauérite
- baumhauérite-2a
- baumstarkite
- bauranoïte
- bavénite
- bayérite
- bayldonite PbCu3(AsO4)2(OH)2 • H2O
- bayléyite
- baylissite
- bazhénovite
- bazirite
- bazzite
- bearsite
- bearthite
- beavérite
- bechererite (extrêmement rare ; graphie douteuse)
- becquerélite
- bederite (extrêmement rare ; graphie douteuse)
- béhierite
- béhoïte
- beïdellite
- belendorffite (extrêmement rare ; peut-être aussi bélendorffite)
- belkovite
- bellbergite
- bellidoïte
- bellingérite
- belloïte
- bélovite-(Ce) phosphate, de couleur miel à vert-jaune. Découverte en 1954 à Lovozero, Mourmansk (Russie).
- bélovite-(La) phosphate, de couleur vert-jaune à jaune clair. Découverte au Mont Eveslogchorr, Mourmansk (Russie).
- bélyankinite
- bémentite
- bénauite
- bénavidésite Pb4(Mn,Fe)Sb6S14
- bénitoïte  BaTiSi3O9
- benjaminite (Ag,Cu)3(Bi,Pb)7S12
- benleonardite (inconnu en français ; peut-être benléonardite ; sulfure, de couleur bleu pâle, découvert en 1986 à Moctezuma, Moctezuma, Sonora, Mexique)
- benstonite carbonate, de couleur blanche à ivoire. Découverte en 1961 au puits Baroid Division, Hot Springs, (Arkansas, USA). Nommée d'après le minéralogiste Orlando J. Benston.
- bentorite
- benyacarite (inconnu en français ; peut-être bényacarite)
- béraunite FeIIFeIII5(OH)5(PO4)4 • 4 H2O
- berborite
- berdésinskiite
- bérézanskite
- bergénite Ca2Ba43(UO3)23(O2)3(PO4)2 • 16 H2O
- bergslagite
- berlinite AlPO4
- bermanite
- bernalite
- bernardite
- berndtite
- berryite
- berthiérine (Mg)3Si2O5(OH)4
- berthiérite
- bertossaïte
- bertrandite Be4Si2O7(OH)2
- beryllonite
- berzélianite
- berzéliite
- bétafite
- bétékhtinite
- betpakdalite
- beudantite
- beusite
- beyerite
- bezsmertnovite
- bianchite
- bideauxite
- biebérite
- biehlite
- bigcreekite
- bijvoétite-(Y)
- bikitaïte
- bilibinskite
- bilinite
- billiétite
- billingsleyite
- bindheimite
- biotite K(Mg,Fe)3(OH,F)2Si3AlO10
- biphosphammite
- biringuccite
- birnessite oxyde. Découverte en 1956 à Birness, Aberdeenshire (Écosse).
- bischofite
- bismite
- bismoclite
- bismuth natif Bi
- bismuthinite  Bi2S3 le principal minerai du semi-métal précédent
- bismutite Bi2(CO3)O2
- bismutocolumbite
- bismutoferrite
- bismutohauchécornite
- bismutomicrolite
- bismutopyrochlore
- bismutostibiconite
- bismutotantalite
- bityite
- bixbyite  (Fe,Mn)2O3
- bjarébyite (Ba,Sr)(Mn,Fe,Mg)2Al2(PO4)3(OH)3
- blatonite (UO2)CO3 • H2O
- blattérite
- bleasdaléite
- blixite
- blödite
- blossite
- bobfergusonite
- bobierrite
- bobjonésite (V4+O)(SO)4 • 3 H2O
- bobkingite
- boéhmite
- bogdanovite
- bøggildite
- boggsite
- bøgvadite
- bohdanowiczite
- bokite
- boldyrévite
- boléite KPb26Ag9Cu24Cl62(OH)48
- boltwoodite
- bonaccordite
- bonattite
- bonshtedtite
- boothite
- boracite
- boralsilite
- borax Na2B4O7 • 10 H2O
- borcarite
- borishanskiite
- bornémanite
- bornhardtite
- bornite Cu5FeS4
- borocookéite
- borodaévite
- boromuscovite
- borovskite
- bostwickite
- botallackite Cu2Cl(OH)3
- botryogène
- bottinoïte
- boulangérite
- bournonite PbCuSbS3
- boussingaultite
- bowieite
- boyléite
- brabantite
- bracewellite
- brackebuschite
- bradaczékite
- bradléyite
- braggite
- braitschite-(Ce)
- brammallite
- brandholzite
- brandtite
- brannérite
- brannockite
- brassite
- braunite
- brazilianite  NaAl3(PO4)2(OH)4
- brédigite
- breithauptite  NiSb
- brendélite (Bi3+,Pb)2(Fe3+,Fe2+)(PO4)O2(OH)
- brenkite
- brewstérite-Ba
- brewstérite-Sr
- brézinaïte
- brianite
- brianroulstonite
- brianyougite carbonate, de couleur blanche. Découverte en 1993 à Nenthead, Alston Moor, Cumbrie (Angleterre).
- briartite
- brindleyite (Ni,Mg,Fe)2Al(SiAl)O5(OH)4
- brinrobertsite
- britholite-(Ce)
- britholite-(Y)
- brizziite NaSbO3
- brochantite  Cu4SO4(OH)6
- brockite
- brodtkorbite
- brokenhillite
- bromargyrite  AgBr
- bromellite
- brookite TiO2
- brownleeite MnSi
- brownmillérite
- brucite hydroxyde. Découverte en 1824 à Castle Point, Hoboken, Hudson (New Jersey, USA).
- brüggenite
- brugnatellite
- brunogeierite
- brushite
- buchewaldite
- buckhornite
- buddingtonite
- buergérite
- bukovite
- bukovskýite
- bulachite
- bultfontéinite Ca2SiO2(OH)3F
- bunsénite
- burangaïte
- burbankite
- burckhardtite
- burkéite
- burnsite
- burpalite
- burtite
- buryatite
- busérite
- bushmanite
- bussénite
- bustamite
- butlérite
- bütschliite
- buttgenbachite
- byélorussite-(Ce) NaMnBa2Ce2Ti2Si8O26(F,OH) • H2O découverte à Zhitkovitschskii, Gomel (Biélari, Russie blanche)
- bystrite tectosilicate. Découverte en 1991 à Tunka, Sludyanka, Lac Baïkal, Ouest-Sibérie (Russie).
- byströmite hydroxyde, de couleur gris-bleu. Découverte à El Antimoneo, Caborca, Sonora, Mexique.